# Boyd Gaming
Boyd Gaming Corporation est un groupe américain possédant un grand nombre d'hotels-casinos dans plusieurs états américains (Illinois, Indiana, Louisiane, Mississippi, New Jersey, Nevada).
Le groupe possède entre autres :
- Par-A-Dice hotel-casino : Illinois.
- Blue Chip Casino Hotel : Indiana.
- Delta Downs Racetrack Casino and Hotel : Louisiane.
- Sam's Town Hotel and Casino Shreveport : Louisiane.
- Treasure Chest Casino : Louisiane.
- Sam's Town Hotel & Gambling Hall, Tunica : Mississippi.
- Borgata Hotel, Casino, & Spa : New Jersey.
- Barbary Coast Hotel and Casino : Nevada.
- Fremont Hotel and Casino : Nevada.
- Gold Coast hotel-casino : Nevada.
- Orleans hotel-casino : Nevada.
- Sam's Town Hotel & Gambling Hall, Las Vegas : Nevada.
- Stardust (casino) : Nevada.
- Suncoast Hotel and Casino : Nevada.